# Phytotelmatocladius delarosai
Phytotelmatocladius delarosai är en tvåvingeart som beskrevs av Epler 2010. Phytotelmatocladius delarosai ingår i släktet Phytotelmatocladius och familjen fjädermyggor. Inga underarter finns listade i Catalogue of Life.